# Empis maviti
Empis maviti är en tvåvingeart som beskrevs av Smith 1969. Empis maviti ingår i släktet Empis och familjen dansflugor. Inga underarter finns listade i Catalogue of Life.